# Електрон Т311
Електрон Т311 — проєкт низькопідлогового зчленованого тролейбуса загальною пасажиромісткістю 184 особи (у тому числі 51 місце для сидіння), розроблений спільним українсько-німецьким підприємством «Електронтранс».
Тролейбус не виготовлявся та не проходив випробовувань.

## Історія
В 2016 році ТОВ "Укрпастех" з Т311 брало участь в тендері на постачання 60 зчленованих тролейбусів комунальному підприємству Київпастранс, проте пропозиція була відхилена.
На виставці "City Trans Ukraine 2017", яка проходила в березні-квітні 2017 року в Києві на НСК "Олімпійський", було заявлено, що в планах підприємства серед іншого наявний випуск 18-метрового тролейбуса Т311.
Станом на початок жовтня 2019 року нема даних про виготовлення хоча б одного екземпляра цього тролейбуса.

## Опис
Тролейбус 18,75-метровий зчленований низькопідлоговий, уніфікований з тролейбусом Електрон Т19.